# Brocalet
Brocalet es un cultivar de higuera de tipo higo común Ficus carica, unífera (con una sola cosecha por temporada, los higos de otoño), con higos de epidermis con color de fondo negro rojizo con sobre color negro azulado. Se cultiva en la colección de higueras de Montserrat Pons i Boscana en Llucmajor, Islas Baleares.

## Sinonimia
- „sin sinónimos“,[4][6][7]

## Historia
Actualmente la cultiva en su colección de higueras baleares Montserrat Pons i Boscana, rescatada de un ejemplar o higuera madre localizada en el término de Lloret en el camino viejo de Sinéu.
La variedad 'Brocalet' es originaria de Lloret donde es conocida y cultivada, y se le llama así por su forma de brocal, es decir en forma de una pequeña botella panzuda.

## Características
La higuera 'Brocalet' es una variedad unífera de tipo higo común. Árbol de vigorosidad mediano-alto, copa de forma redondeada no muy apretada de hojas, buena rizogénesis y emisión de rebrotes notable. Prolífica con cosecha en higos de buena calidad. Sus hojas son de 3 lóbulos en su mayoría, y de 1 lóbulo (20-30%). Sus hojas con dientes presentes márgenes serrados bastante recortados, poca pilosidad en el envés, con un ángulo peciolar obtuso. 'Brocalet' tiene un desprendimiento medio de higos, un rendimiento productivo mediano-elevado y periodo de cosecha mediano. La yema apical cónica de color verde amarillento.
Los frutos de la higuera 'Brocalet' son higos de un tamaño de longitud x anchura:38 x 44mm, con forma piriforme bastante esférica, que presentan unos frutos pequeños-medianos, simétricos de forma, uniformes de dimensiones, de unos 22,470 gramos en promedio, cuya epidermis es de un grosor mediano, fina al tacto, de consistencia fuerte, color de fondo negro rojizo con sobre color negro azulado. Ostiolo de 2 a 3 mm con escamas pequeñas marrones. Pedúnculo de 2 a 5 mm cilíndrico rojizo. Grietas longitudinales muy escasas. Costillas bastante marcadas. Con un ºBrix (grado de azúcar) de 24 de sabor dulce sabroso, con color de la pulpa roja. Con cavidad interna ausente o muy pequeña, con aquenios medianos en gran cantidad. Los frutos maduran durante un periodo de cosecha medio, de un inicio de maduración de los higos sobre el 6 de septiembre a 14 de octubre. Cosecha de gran calidad con rendimiento productivo mediano-alto y periodo de cosecha mediano.
Se usa como higos frescos en alimentación humana. Fácil abscisión de pedúnculo y mucha facilidad de pelado. Medianamente resistentes a las lluvias, y al desprendimiento. Resistentes a la apertura del ostiolo y al transporte.

## Cultivo
'Brocalet' se utiliza como higos frescos en alimentación humana. Se está tratando de recuperar de ejemplares cultivados en la colección de higueras baleares de Montserrat Pons i Boscana en Llucmajor.